# غوستافو بينتو
غوستافو بينتو (بالإسبانية: Gustavo Pinto)‏ (29 مايو 1979 ببوينس آيرس في الأرجنتين - ) هو لاعب كرة قدم أرجنتيني في مركز الوسط. لعب مع أف سي موسكو وأوليمبو وبوكا جونيورز وغودوي كروز ونادي إيميلك ونيولز أولد بويز وFC Torpedo-ZIL Moscow ‏.

## وصلات خارجية
- غوستافو بينتو على موقع الاتحاد الأوربي (الإنجليزية)
- غوستافو بينتو على موقع قاعدة بيانات كرة القدم.إي يو (الإنجليزية)
- غوستافو بينتو على موقع Soccerway.com (الإنجليزية)